# Jude Ciccolella
Richard Jude Ciccolella (* 30. listopadu 1947 Burlington, Vermont) je americký herec.
Promoval v roce 1969 na Brown University, později vystudoval divadlo na Temple University, kde získal titul magistra umění. Ve filmu debutoval v roce 1985 snímkem Bezvýznamnost, v průběhu 80. a 90. let 20. století měl epizodní role v různých seriálech (např. Právo a pořádek nebo Walker, Texas Ranger) či menší role ve filmech (např. Vykoupení z věznice Shawshank). V roce 2002 hrál romulanského komandéra Suran ve sci-fi snímku Star Trek: Nemesis, mezi jeho další filmy patří např. Daredevil, Kašlu na lásku, Terminál, Manchurianský kandidát a Sin City - město hříchu. hostoval dále např. v seriálech Zákon a pořádek: Zločinné úmysly, Policie New York, Kriminálka New York, Everybody Hates Chris, Médium, Kauzy z Bostonu, Útěk z vězení, Můj přítel Monk, Odložené případy, Mentalista, Kriminálka Las Vegas či Námořní vyšetřovací služba, pravidelnou postavu Mikea Novicka hrál v seriálu 24 hodin.